# V668 Возничего
V668 Возничего (лат. V668 Aurigae) — двойная затменная переменная звезда типа W Большой Медведицы (EW) в созвездии Возничего на расстоянии (вычисленном из значения параллакса) приблизительно 11158 световых лет (около 3421 парсека) от Солнца. Видимая звёздная величина звезды — от +18,98m до +18,57m. Орбитальный период — около 0,3125 суток (7,5 часов).